# Manhattan Transfer
Manhattan Transfer – powieść amerykańskiego pisarza Johna Dos Passosa, wydana w 1925 r. (Harper & Brothers). Pierwsze polskie wydanie ukazało się w 1931 r., w tłumaczeniu T. Jakubowicza, wydane przez Towarzystwo Wydawnicze „Rój”.
Bohaterem książki jest miasto Nowy Jork w trakcie burzliwych lat 20., w erze jazzu. Pisarz pokazuje różnorodność mieszkańców miasta - zarówno bogaczy, jak i ubogich imigrantów.
Dos Passos, pisząc powieść, inspirował się Ulissesem Jamesa Joyce’a, Ziemią jałową T.S. Eliota i eksperymentalnymi filmami Siergieja Eisensteina.